# Polygala subuniflora
Polygala subuniflora là một loài thực vật có hoa trong họ Polygalaceae. Loài này được Boiss. & Heldr. miêu tả khoa học đầu tiên năm 1854.